# دار زيد للنشر
دار زيد للكتب هي شركة نشر مستقلة مقرها لندن، المملكة المتحدة. تأسست في عام 1977 تحت اسم Zed Press من قبل روجر فان زفاننبرغ.
تنشر زيد كتباً لجمهور دولي من القراء العامة والأكاديميين على السواء، مغطيةً مجالات عدة مثل السياسة والشؤون العالمية والاقتصاد ودراسات النوع الاجتماعي والجنسيات ودراسات التنمية والبيئة. ويعتبر نموذج وبنية أعمال زيد فريدًا في مجال النشر. وهي أكبر مجموعة نشر باللغة الإنجليزية على مستوى العالم. وتمتلك الشركة وتدار باعتبارها تعاونية غير هرمية من قبل عمالها دون أي مساهمين. وتنشر حوالي 70 كتاباً سنوياً، وتوفر العديد منها للسوق الأكاديمي والدورات الجامعية. وفي عام 2019 تلقت زيد جائزة أليسون موريسون للتنوع من نقابة الناشرين المستقلين.
من بين مؤلفي زيد نوال السعداوي، إليانور روزفلت، ماغي نيلسون، جوان تشيسيمارد، باول فرينش، يانيس فاروفاكيس، فاندانا شيفا، إيس تيملكوران وكذلك المئات من الصحفيين والأكاديميين المحترمين دولياً.

## روابط خارجية
- الموقع الرسمي
- صفحة زيد على Library Thing